# Den mörka tiden
Den mörka tiden är ett begrepp inom historiografi som avser tiden i Europa ungefär mellan 476 till 1000, som senare skulle kallas tidig medeltid. Termen myntades av den italienske diktaren Francesco Petrarca som en svepande kritik mot den tidens vulgärlatinska litteratur. Senare har historiker utvidgat begreppet till att omfatta inte bara bristen på latinsk litteratur utan även brist på samtida historieskrivning och över huvud taget en nedgång i antal kulturella verk. Sentida populärkultur har flitigt använt uttrycket för att skapa en bild av medeltiden som en period av allmän tillbakagång, varför begreppet ytterligare fjärmats från sin ursprungliga betydelse och ännu fler pejorativa dimensioner i frasen förts in.
Historiker har under 1900-talet ifrågasatt detta begrepp. Under 1900-talet har arkeologiska metoder och andra specialiteter spridit ljus över perioden och givit en mer nyanserad bild av den positiva utvecklingen. Numera talar historiker om perioden utifrån begrepp som senantiken, tidig medeltid och folkvandringstiden, beroende på vilken kulturell aspekt man vill behandla.